# Frederick Ashton
Sir Frederick William Mallandaine Ashton OM CH CBE 
(17 tháng 9 năm 1904 - 18 tháng 8 năm 1988) là một vũ công ba lê và biên đạo múa người Anh. Ông cũng làm việc như một đạo diễn và biên đạo múa trong opera, phim và revue.
Quyết tâm trở thành một vũ công bất chấp sự phản đối của gia đình trung lưu bảo thủ của mình, Ashton đã được chấp nhận làm học trò của Léonide Massine và sau đó làm học trò của Marie Rambert. Năm 1926 Rambert khuyến khích ông thử sức mình trong lĩnh vực biên đạo múa, và mặc dù ông vẫn tiếp tục làm vũ công chuyên nghiệp khá thành công, nghề biên đạo múa đã giúp ông trở thành nổi tiếng.
Ashton là trưởng biên đạo múa cho Ninette de Valois từ năm 1935 cho đến khi nghỉ hưu vào năm 1963, trong các công ty Ballet Vic-Wells, Wells Ballet của Sadler và Ballet Hoàng gia. Ông đã kế tục de Valois làm giám đốc của công ty, phục vụ cho đến khi nghỉ hưu vào năm 1970.
Ashton được ghi nhận rộng rãi với việc tạo ra một thể loại đặc biệt kiểu Anh của ballet. Trong số những tác phẩm nổi tiếng nhất của ông là Façade (1931), Symphonic Variations (1946), Cinderella (1948), La fille mal gardée (1960), Monotones I và II (1965), Enigma Variations (1968) và bộ phim ballet The Tales of Beatrix Potter (1970).